# Heinrich Benedikt
Heinrich Benedikt (* 30. Dezember 1886 in Wien; † 26. Dezember 1981 ebenda) war ein österreichischer Jurist und Historiker. Er war ordentlicher Universitätsprofessor für Allgemeine Geschichte der Neuzeit an der Universität Wien.

## Leben
Benedikt wurde 1886 als Sohn des früh verstorbenen Chemikers Rudolf Benedikt (1852–1896), Professor für Chemie an der Technischen Hochschule Wien, und dessen Frau Henriette, geb. Goldschmidt, im 4. Wiener Gemeindebezirk, Wieden, geboren. Er entstammt einer großbürgerlichen assimilierten jüdisch-österreichischen Familie von Fabrikanten und Großhändlern; er war Neffe des liberalen Rechtsanwalts Edmund Benedikt und des Dichters Karl Emil Franzos. Als Vierzehnjähriger konvertierte er 1901 im Sinne der Verwandtschaft zum Protestantismus, war aber zeitlebens mehr dem Katholizismus zugeneigt.
Er wurde in seiner frühen Kindheit von einem Hauslehrer unterrichtet und mit deutschsprachiger Literatur vertraut gemacht. Benedikt besuchte zunächst die evangelische Volksschule am Karlsplatz in Wien, dann die Akademischen Gymnasien in Wien und Salzburg (Mitschüler von Georg Trakl) und später das Reichenberger k.k. Staats-Gymnasium in Böhmen, wo der nachmalige Historiker Hermann Aubin zu seinen Schulfreunden gehörte. Nach der Matura war er Einjährig-Freiwilliger bei der  Artillerie der Gemeinsamen Armee. Seine Garnison war Reichenberg, Waffenübungen führten den Reserveleutnant u. a. nach Łobzów (1909).
Er studierte – im Wesentlichen beeinflusst durch seinen Onkel – Rechtswissenschaften (Jus) an der Universität Wien und legte die zweite Staatsprüfung ab. Zu seinen akademischen Lehrern gehörte u. a. der Zivilrechtler Josef Schey von Koromla. 1910 wurde der frisch vermählte Benedikt Rechtsberater der Rohrzucker-Raffinerie in Lissa an der Elbe, die im Besitz seines damaligen Schwiegervaters Michael Benies war. 1911 wurde er an der Rechts- und Staatswissenschaftlichen Fakultät der Universität Wien zum Dr. jur. promoviert.
Im Ersten Weltkrieg rückte der Reserveoffizier zum Kriegsdienst ein. Er war zunächst als reitender bzw. fahrender Ordonnanzoffizier im Evidenzbüro des k.u.k. Kriegsministeriums unter Oberst Oskar von Hranilovic-Cvetassin in Wien tätig – dieses ging sodann in die Nachrichtenabteilung des k.u.k. Armeeoberkommandos, die später in Teschen in Österreichisch-Schlesien ihren Sitz hatte, über. Während er von 1914 bis 1916, aufgestiegen zum politischen Referenten, ausschließlich in der Nachrichtenabteilung verwendet worden war, diente er während der österreichisch-ungarischen Südtiroloffensive 1916 in einer Gebirgsbrigade kurzzeitig an der Front. Zuletzt bekleidete er im k.u.k. Kriegspressequartier in Wien den Dienstgrad eines Oberleutnants der Reserve. Ihm wurde die Bronzene (1915) und die Silberne Militär-Verdienstmedaille mit  Schwertern (1916) und das Eiserne Kreuz (1915) verliehen.
Danach war er erneut in  Industrie und Landwirtschaft in Böhmen, Mähren und Österreich tätig – erste historische Publikationen erschienen. Ab 1926 studierte er Geschichte, Urgeschichte und Kunstgeschichte an der Universität Wien, 1930 folgte bei Heinrich von Srbik, Ordinarius für Allgemeine Geschichte der Neuzeit, und Alfred Francis Přibram, Ordinarius für Mittelalterliche und Neuere Geschichte, die Promotion zum Dr. phil. Seine zuvor veröffentlichte Abhandlung, Das Königreich Neapel und Kaiser Karl VI., wurde als Dissertation angenommen. Außerdem unternahm er zahlreiche Italienreisen, gelegentlich schrieb er Artikel für die Prager Presse, eine deutschsprachige,  linksbürgerliche Tageszeitung. Wie auch Robert A. Kann und Friedrich Engel-Jánosi wurde er in der Ersten Republik vom „lebendigen und vielgestaltigen kulturellen Leben“ der österreichischen Hauptstadt geprägt.
Nach dem „Anschluss“ Österreichs emigrierte er von 1939 bis 1946 nach Großbritannien. Benedikt, der u. a. in London und Oxford lebte, arbeitete in dieser Zeit als Buchhandelsgehilfe und befasste sich mit englischer Geschichte. Erst nach Kriegsende kehrte er nach Wien zurück. Seine Schwester Alice († 1941 im damaligen Litzmannstadt (Łódź)) überlebte den Holocaust nicht.
Hugo Hantsch, Ordinarius für Allgemeine Geschichte der Neuzeit, führte Benedikt zurück zur Wissenschaft. Im Jahre 1947 habilitierte er sich für Österreichische Geschichte mit der Arbeit Franz Anton Graf von Sporck 1662–1738. Zur Kulturgeschichte der Barockzeit in Böhmen und wurde als Sechzigjähriger Privatdozent an der Universität Wien. 1950 wurde er Extraordinarius, 1955 erhielt er den Titel ordentlicher Professor (tit. o. Prof.) für Allgemeine Geschichte der Neuzeit und leitete damit die zweite Lehrkanzel, die zuvor von Paul Müller vertreten worden war. 1958 wurde er emeritiert; sein Nachfolger wurde Friedrich Engel-Jánosi.
Bereits 1948/49 freier Mitarbeiter der ÖVP-nahen Wiener Tageszeitung, war er von 1958 bis 1962 kommissarischer Leiter des Instituts für Zeitungswissenschaft in Wien; sein Nachfolger wurde der Orientalist Herbert W. Duda.
Benedikt, der eher eine „konservative Geisteshaltung“ einnahm, galt dem Historismus zugewandt. Er war u. a. Mitglied der rechtshistorischen Prüfungskommission (für Juristen), Korrespondierendes Mitglied der Wiener Katholischen Akademie und Mitglied der Kommission für Neuere Geschichte Österreichs. Benedikt veröffentlichte von 1953 bis 1969 zahlreiche Beiträge in der Neuen Deutschen Biographie. Sein 1954 herausgegebener Band Geschichte der Republik Österreich gilt als Standardwerk.
Benedikt war mehrmals verheiratet und Vater mehrerer Kinder. In erster Ehe war er mit Eveline, Angehörige der Zuckerdynastie Benies, verheiratet. Seine letzte Ehefrau Nora, geb. Krassl von Traissenegg, ist Mutter der Theaterschauspielerin Lotte Tobisch. Benedikt war zeitlebens ein passionierter Reiter. Er wurde am Neustifter Friedhof bestattet.

## Auszeichnungen
- 1957: Preis der Stadt Wien für Geisteswissenschaften
- 1962: Österreichisches Ehrenkreuz für Wissenschaft und Kunst I. Klasse
- 1966: Ehrenmedaille der Bundeshauptstadt Wien in Gold

## Schriften (Auswahl)
- Franz Anton Graf von Sporck (1662–1738). Zur Kultur der Barockzeit in Böhmen. Manz-Verlag, Wien 1923.
- Das Königreich Neapel unter Kaiser Karl VI. Eine Darstellung auf Grund bisher unbekannter Dokumente aus den Österreichischen Archiven. Manz, Wien 1927.
- Monarchie der Gegensätze Österreichs Weg durch die Neuzeit. Ullstein, Wien 1947.
- Vom Inselstaat zum Weltreich. Geschichte Englands 1485–1815. Rohrer, Wiesbaden 1950.
- (Hrsg.): Geschichte der Republik Österreich. Oldenbourg, München 1954.
- Die wirtschaftliche Entwicklung in der Franz-Joseph-Zeit (= Wiener historische Studien. Bd. 4). Verlag Herold, Wien u. a. 1958.
- Alexander von Schoeller, 1805–1886. Ein Lebensbild. Zum 125jährigen Bestehen des Hauses Schoeller & Co., Wien. Spies, Wien 1958.
- Der Pascha-Graf Alexander von Bonneval, 1675–1747. Böhlau, Graz u. a. 1959.
- Die Friedensaktion der Meinlgruppe 1917/18. Die Bemühungen um einen Verständigungsfrieden nach Dokumenten, Aktenstücken und Briefen (= Veröffentlichungen der Kommission für Neuere Geschichte Österreichs. 48). Böhlau, Graz u. a. 1962.
- Kaiseradler über dem Apennin. Die Österreicher in Italien 1700 bis 1866. Verlag Herold, Wien u. a. 1964.
- Als Belgien österreichisch war. Verlag Herold, Wien u. a. 1965.
- Die Monarchie des Hauses Österreich. Ein historisches Essay. Verlag für Geschichte und Politik, Wien 1968.
- Das Zeitalter der Emanzipationen, 1815–1848. Böhlau, Wien u. a. 1977, ISBN 3-205-07129-8.
- Damals im alten Österreich. Erinnerungen. Amalthea, Wien u. a. 1979, ISBN 3-85002-109-2. (Memoiren)